# Jim Pugh
Jim Pugh (Burbank, 5 de Fevereiro de 1964) é um ex-tenista profissional estadunidense. ref>http://www.atpworldtour.com/Tennis/Players/Pu/J/Jim-R-Pugh.aspx Perfil na ATP</ref>

## Duplas (22 títulos)
| Legenda                |
| Grand Slam (3)         |
| Tennis Masters Cup (1) |
| ATP Masters Series (1) |
| ATP Tour (17)          |

| Títulos por Piso |
| Duro (13)        |
| Saibro (4)       |
| Grama (1)        |
| Carpete (4)      |

| Posição | N.  | Data               | Torneio                         | Piso          | Parceiro          | Oponentes                          | Placar                  |
| ------- | --- | ------------------ | ------------------------------- | ------------- | ----------------- | ---------------------------------- | ----------------------- |
| Vice    | 1.  | Maio 4, 1987       | Hamburgo, Alemanha              | Saibro        | Claudio Mezzadri  | Miloslav Mečíř Tomáš Šmíd          | 6–4, 6–7, 2–6           |
| Campeão | 1.  | Maio 11, 1987      | Munich, Alemanha                | Saibro        | Blaine Willenborg | Sergio Casal Emilio Sánchez        | 7–6, 4–6, 6–4           |
| Vice    | 2.  | Julho 27, 1987     | Schenectady, New York, EUA      | Duro          | Brad Pearce       | Gary Donnelly Gary Muller          | 6–7, 2–6                |
| Campeão | 2.  | Outubro 12, 1987   | Scottsdale, Arizona, EUA        | Duro          | Rick Leach        | Dan Goldie Mel Purcell             | 6–3, 6–2                |
| Campeão | 3.  | Novembro 2, 1987   | Hong Kong                       | Duro          | Mark Kratzmann    | Marty Davis Brad Drewett           | 6–7, 6–4, 6–2           |
| Vice    | 3.  | Novembro 9, 1987   | Estocolmo, Suécia               | Duro (i)      | Jim Grabb         | Stefan Edberg Anders Järryd        | 3–6, 4–6                |
| Campeão | 4.  | Janeiro 25, 1988   | Australian Open, Melbourne      | Duro          | Rick Leach        | Jeremy Bates Peter Lundgren        | 6–3, 6–2, 6–3           |
| Vice    | 4.  | Maio 2, 1988       | Hamburgo, Alemanha              | Saibro        | Rick Leach        | Darren Cahill Laurie Warder        | 4–6, 4–6                |
| Campeão | 5.  | Maio 9, 1988       | Munich, Alemanha                | Saibro        | Rick Leach        | Alberto Mancini Christian Miniussi | 7–6, 6–1                |
| Campeão | 6.  | Julho 25, 1988     | Washington, D.C.                | Duro          | Rick Leach        | Jorge Lozano Todd Witsken          | 6–3, 6–7, 6–2           |
| Campeão | 7.  | Agosto 8, 1988     | Indianapolis, Indiana, EUA      | Duro          | Rick Leach        | Ken Flach Robert Seguso            | 6–4, 6–3                |
| Campeão | 8.  | Agosto 22, 1988    | Cincinnati, Ohio, EUA           | Duro          | Rick Leach        | Jim Grabb Patrick McEnroe          | 6–2, 6–4                |
| Vice    | 5.  | Setembro 12, 1988  | US Open, Nova York              | Duro          | Rick Leach        | Sergio Casal Emilio Sánchez        | W/O                     |
| Vice    | 6.  | Outubro 10, 1988   | Scottsdale, Arizona, EUA        | Duro          | Rick Leach        | Scott Davis Tim Wilkison           | 4–6, 6–7                |
| Campeão | 9.  | Novembro 21, 1988  | Detroit, Michigan, EUA          | Carpete       | Rick Leach        | Ken Flach Robert Seguso            | 6–4, 6–1                |
| Campeão | 10. | Dezembro 11, 1988  | Tennis Masters Cup, Londres     | Carpete       | Rick Leach        | Emilio Sánchez Sergio Casal        | 6–4, 6–3, 2–6, 6–0      |
| Campeão | 11. | Janeiro 30, 1989   | Australian Open, Melbourne      | Duro          | Rick Leach        | Darren Cahill Mark Kratzmann       | 6–4, 6–4, 6–4           |
| Vice    | 7.  | Fevereiro 27, 1989 | Philadelphia, Pennsylvania, EUA | Carpete       | Rick Leach        | Paul Annacone Christo van Rensburg | 3–6, 5–7                |
| Campeão | 12. | Março 13, 1989     | Scottsdale, Arizona, EUA        | Duro          | Rick Leach        | Paul Annacone Christo van Rensburg | 6–7, 6–3, 6–2, 2–6, 6–4 |
| Campeão | 13. | Maio 1, 1989       | Singapore                       | Duro          | Rick Leach        | Paul Chamberlin Paul Wekesa        | 6–3, 6–4                |
| Campeão | 14. | Maio 8, 1989       | Forest Hills, New York, U.S.    | Clay          | Rick Leach        | Jim Courier Pete Sampras           | 6–4, 6–2                |
| Vice    | 8.  | Julho 10, 1989     | Wimbledon, Londres              | Grama         | Rick Leach        | John Fitzgerald Anders Järryd      | 6–3, 6–7, 4–6, 6–7      |
| Vice    | 9.  | Novembro 13, 1989  | Estocolmo, Suécia               | Carpete       | Rick Leach        | Jorge Lozano Todd Witsken          | 3–6, 7–5, 3–6           |
| Campeão | 15. | Novembro 27, 1989  | Itaparica, Brasil               | Duro          | Rick Leach        | Jorge Lozano Todd Witsken          | 6–2, 7–6                |
| Campeão | 16. | Fevereiro 26, 1990 | Philadelphia, Pennsylvania, EUA | Carpete       | Rick Leach        | Grant Connell Glenn Michibata      | 3–6, 6–4, 6–2           |
| Campeão | 17. | Março 26, 1990     | Key Biscayne, Florida, EUA      | Duro          | Rick Leach        | Boris Becker Cassio Motta          | 6–4, 3–6, 6–3           |
| Vice    | 10. | Maio 28, 1990      | Bologna, Itáliay                | Saibro        | Jérôme Potier     | Gustavo Luza Udo Riglewski         | 6–7, 6–4, 1–6           |
| Campeão | 18. | Julho 9, 1990      | Wimbledon, Londres              | Grama         | Rick Leach        | Pieter Aldrich Danie Visser        | 7–6, 7–6, 7–6           |
| Vice    | 11. | Novembro 12, 1990  | Wembley, Reino Unido            | Carpete       | Rick Leach        | Jim Grabb Patrick McEnroe          | 6–7, 6–4, 3–6           |
| Campeão | 19. | February 18, 1991  | Philadelphia, Pennsylvania, EUA | Carpete       | Rick Leach        | Udo Riglewski Michael Stich        | 6–4, 6–4                |
| Campeão | 20. | Maio 13, 1991      | Charlotte, North Carolina, EUA  | Saibro        | Rick Leach        | Bret Garnett Greg Van Emburgh      | 6–3, 2–6, 6–3           |
| Vice    | 12. | Junho 10, 1991     | French Open, Paris              | Roland Garros | Rick Leach        | John Fitzgerald Anders Järryd      | 0–6, 6–7                |
| Campeão | 21. | Agosto 5, 1991     | Los Angeles                     | Duro          | Javier Frana      | Glenn Michibata Brad Pearce        | 7–5, 2–6, 6–4           |
| Campeão | 22. | Agosto 10, 1992    | Los Angeles                     | Duro          | Patrick Galbraith | Francisco Montana David Wheaton    | 7–6, 7–6                |
| Vice    | 13. | Julho 12, 1993     | Newport, Rhode Island, EUA      | Grama         | Byron Black       | Javier Frana Christo van Rensburg  | 6–4, 1–6, 6–7           |
| Vice    | 14. | Janeiro 17, 1994   | Jakarta, Indonésia              | Duro          | Jorge Lozano      | Jonas Björkman Neil Borwick        | 4–6, 1–6                |
| Vice    | 15. | Maio 2, 1994       | Atlanta, Georgia, EUA           | Saibro        | Francisco Montana | Jared Palmer Richey Reneberg       | 6–4, 6–7, 4–6           |